# Liste der Kulturdenkmale in der Albertstadt
Die Liste der Kulturdenkmale in der Albertstadt enthält die Kulturdenkmale des Stadtteils Albertstadt in der Dresdner Gemarkung Neustadt. Diese Gemarkung gliedert sich in die Stadtteile Innere Neustadt, Äußere Neustadt, Leipziger Vorstadt, Radeberger Vorstadt und Albertstadt. Die Anmerkungen sind zu beachten.
Diese Liste ist eine Teilliste der Liste der Kulturdenkmale in Dresden.
Diese Liste ist eine Teilliste der Liste der Kulturdenkmale in Sachsen.

## Legende
- Bild: Bild des Kulturdenkmals, ggf. zusätzlich mit einem Link zu weiteren Fotos des Kulturdenkmals im Medienarchiv Wikimedia Commons. Wenn man auf das Kamerasymbol klickt, können Fotos zu Kulturdenkmalen aus dieser Liste hochgeladen werden:
- Bezeichnung: Denkmalgeschützte Objekte und ggf. Bauwerksname des Kulturdenkmals
- Lage: Straßenname und Hausnummer oder Flurstücknummer des Kulturdenkmals. Die Grundsortierung der Liste erfolgt nach dieser Adresse. Der Link (Karte) führt zu verschiedenen Kartendiensten mit der Position des Kulturdenkmals. Fehlt dieser Link, wurden die Koordinaten noch nicht eingetragen. Sind diese bekannt, können sie über ein Tool mit einer Kartenansicht einfach nachgetragen werden. In dieser Kartenansicht sind Kulturdenkmale ohne Koordinaten mit einem roten bzw. orangen Marker dargestellt und können durch Verschieben auf die richtige Position in der Karte mit Koordinaten versehen werden. Kulturdenkmale ohne Bild sind an einem blauen bzw. roten Marker erkennbar.
- Datierung: Baubeginn, Fertigstellung, Datum der Erstnennung oder grobe zeitliche Einordnung entsprechend des Eintrags in der sächsischen Denkmaldatenbank
- Beschreibung: Kurzcharakteristik des Kulturdenkmals entsprechend des Eintrags in der sächsischen Denkmaldatenbank, ggf. ergänzt durch die dort nur selten veröffentlichten Erfassungstexte oder zusätzliche Informationen
- ID: Vom Landesamt für Denkmalpflege Sachsen vergebene, das Kulturdenkmal eindeutig identifizierende Objekt-Nummer. Der Link führt zum PDF-Denkmaldokument des Landesamtes für Denkmalpflege Sachsen. Bei ehemaligen Kulturdenkmalen können die Objektnummern unbekannt sein und deshalb fehlen bzw. die Links von aus der Datenbank entfernten Objektnummern ins Leere führen. Ein ggf. vorhandenes Icon  führt zu den Angaben des Kulturdenkmals bei Wikidata.

## Albertstadt
| Bild                                    | Bezeichnung | Lage                                                                           | Datierung | Beschreibung | ID       |
| --------------------------------------- | --- | ------------------------------------------------------------------------------ | --- | --- | -------- |
|                                         | Wasserfanganlage am Gutebornbach | Dresdner Heide, (Moritzburg-Pillnitzer Weg Forstabteilung 69) (Karte)          | bezeichnet 1876 (Wasserelement) | landschaftsgestalterisch und technikgeschichtlich bedeutend | 09217051 |
| Weitere Bilder                          | Brücke über den Gutebornbach | Dresdner Heide, (Moritzburg-Pillnitzer Weg Forstabteilung 74) (Karte)          | 1876 (Brücke) | Bogenbrücke aus Sandsteinquadern, hervorgehoben durch hohe massive Brüstung, baugeschichtlich und landschaftsgestalterisch bedeutend | 09217030 |
| Weitere Bilder                          | König-Albert-Denkmal | Dresdner Heide, (Flurstück 2062/II) (Karte)                                    | 1907 (Denkmal) | Denkmal; errichtet zu Ehren König Alberts, aus wuchtigem Postament mit Bildnismedaillon und schlanker Stele, im Albertpark, personen- und ortsgeschichtlich sowie künstlerisch und landschaftsgestalterisch bedeutend | 09217029 |
| Weitere Bilder                          | Wolfshügelturm | Dresdner Heide (Karte)                                                         | 1911–1912 (Aussichtsturm) | Ruine; im Zusammenhang mit dem Albertpark auf dem Wolfshügel, ortsgeschichtlich und landschaftsgestalterisch bedeutend, errichtet 1912 nach Plänen von Hans Erlwein, 1945 zerstört. | 09217022 |
| Weitere Bilder                          | Centauer | Dresdner Heide, (Forstabteilung 70; Flurstück 2063/1) (Karte)                  | 1902 (Statue) | Anlage aus Postament, aufgeschichteten Findlingen und Skulptur eines Centauer; im Albertpark nach der Bautzner Straße und Mordgrundbrücke gelegen; von Otto Petrenz geschaffenes Denkmal des Kentauren Cheiron, kunsthistorisch und landschaftsgestalterisch von Wert | 09217024 |
|                                         | Fischmannsteiche | Dresdner Heide, (Forstabteilungen 68/69) (Karte)                               | Ende 17. Jh. (Teich) | Anlage des Eisenbornbaches mit vier kleinen Teichen nahe der Radeberger Landstraße, ortsgeschichtlich und technikgeschichtlich sowie landschaftsgestalterisch bedeutend | 09217020 |
| Weitere Bilder                          | Brücke über den Eisenbornbach | Dresdner Heide, (Moritzburg-Pillnitzer Weg, Forstabteilung 69) (Karte)         | Ende 19. Jh. (Fußgängerbrücke) | Bogenbrücke aus Sandsteinquadern, baugeschichtlich und landschaftsgestalterisch bedeutend | 09217021 |
|                                         | Neue Artilleriewerkstatt; Artilleriewerkstatt Nord; Sachsenwerk Dresden, Werk II (ehem.) | An der Eisenbahn 2 (Karte)                                                     | bezeichnet 1915–1918 (Fabrik) | Schmiedehalle; langgestreckte Fabrikhalle mit zwei turmartigen Anbauten auf der Rückseite, ursprünglich Teil der Dresdner Artilleriewerkstätten, Schmiedegebäude, zudem eines der bemerkenswertesten Dresdener Industriegebäude aus dem Anfang des 20. Jahrhunderts, bau- und militärgeschichtlich bedeutend; VEM Sachsenwerk; am 24. Juni 2022 ausgebrannt | 09215415 |
|                                         | Doppelwohnhaus mit Einfriedung, in offener Bebauung | Arno-Holz-Allee 24a; 24b (Karte)                                               | 1925–1926 (Doppelwohnhaus) | markanter, mit expressionistischen oder Art-déco-Formen belebter Bau seiner Zeit, besonders typisch die eckigen, spitzwinkligen oder spitz endenden Fassadenelemente sowie die „Rautennetzfenster“ an den beiden Treppenhäusern, baugeschichtlich bedeutend, als vor allem für Militärangehörige errichtetes Wohngebäude der Albertstädter Garnison auch militärgeschichtlich von Belang | 09215083 |
| Weitere Bilder                          | Arsenal (ehem.) | Charlotte-Bühler-Straße (Karte)                                                | 1874–1875 (Arsenal) | Wagenschuppen; Gruppe aus drei Gebäuden, das mittlere etwas versetzt, eingeschossig, mit Blendbögen, Satteldächern und zwei Turmbauten, bildet nördlichen Abschluss des Arsenals, markanter Militärbau seiner Zeit, Teil der einzigartigen Garnisonsstadt (Albertstadt), militärgeschichtlich und städtebaulich bedeutend (siehe auch Olbrichtplatz 1, 2 und 3) | 09210021 |
|                                         | Train-Depot (ehem.) | Charlotte-Bühler-Straße 1; 11; 13 (Karte)                                      | um 1890 (Wagenhalle) | Wagenschuppen (Charlotte-Bühler-Straße 1, 11, 13, Else-Sander-Straße 2–6 und Königsbrücker Straße 104); Anlage über U-förmigem Grundriss zwischen Charlotte-Bühler-Straße und Else-Sander-Straße, in Anlehnung an die Wagenschuppen des ehemaligen Arsenals eingeschossig und mit Blendbögen sowie Satteldächern, mit den Arsenaltrakten durch zwei Torbögen verbunden, markanter Militärbau seiner Zeit, Teil der einzigartigen Garnisonsstadt (Albertstadt), militärgeschichtlich und städtebaulich bedeutend | 09214986 |
| Weitere Bilder                          | Garnisonsversorgungsanstalten; Provianthof; Heeresbäckerei; Stadtarchiv | Elisabeth-Boer-Straße 1; 2 (Karte)                                             | um 1880 (Militärbau) | Ehemalige Bäckerei mit Brotmagazin (Elisabeth-Boer-Straße 1/2 und Provianthofstraße 7); heute Stadtarchiv usw., langgestrecktes Gebäude, markanter Militärbau seiner Zeit, Teil der einzigartigen Garnisonsstadt (Albertstadt), baugeschichtlich und militärgeschichtlich sowie städtebaulich bedeutend | 09218682 |
| Weitere Bilder                          | Garnisonsversorgungsanstalten; Magazinhof; Fouragehof; Königl. Garnisonmühle Dresden (ehem.) | Elisabeth-Boer-Straße 7 (Karte)                                                | um 1890 (Magazin), bezeichnet 1902–1903 (Mühle)                                                                                           | Speicher und Mühlengebäude; großer Speicher ursprünglich Körnermagazin, historistische Mühle von der berühmten Dresdner Firma Seck errichtet, baugeschichtlich und technikgeschichtlich, städtebaulich sowie im Zusammenhang mit der Albertstadt militärhistorisch bedeutend (siehe auch Provianthofstraße 2/4) | 09215056 |
|                                         | Train-Depot (ehem.) | Else-Sander-Straße 2; 2a; 4; 6 (Karte)                                         | um 1890 (Wagenhalle) | Wagenschuppen (Charlotte-Bühler-Straße 1, 11, 13, Else-Sander-Straße 2–6 und Königsbrücker Straße 104); Anlage über U-förmigem Grundriss zwischen Charlotte-Bühler-Straße und Else-Sander-Straße, in Anlehnung an die Wagenschuppen des ehemaligen Arsenals eingeschossig und mit Blendbögen sowie Satteldächern, mit den Arsenaltrakten durch zwei Torbögen verbunden, markanter Militärbau seiner Zeit, Teil der einzigartigen Garnisonsstadt (Albertstadt), militärgeschichtlich und städtebaulich bedeutend | 09214986 |
| Weitere Bilder                          | Militärgerichtsgebäude (ehem.) | Fabricestraße 8; 10 (Karte)                                                    | bezeichnet 1901, 1902 (Militärbau) | Hauptgebäude und Arrest- oder Zellenhaus; markantes militärhistorisches Ensemble, beide Gebäude noch weitgehend ursprünglich erhalten, eigentliche Militärgerichtsgebäude mit repräsentativer historisierender Fassade und Teilen der alten Innenausstattung, Anlage baugeschichtlich und militärgeschichtlich bedeutend, in Teilen wohl auch künstlerisch von Belang, heute Standort der Bundesanstalt für Arbeitsschutz und Arbeitsmedizin. | 09218869 |
| Weitere Bilder                          | Schützenkaserne, Schützen- (Füsilier) Regiment Nr. 109; heute Verwaltungsgericht Dresden | Hans-Oster-Straße 4 (Karte)                                                    | 1870–1871 (Kasernenbestandteil) | Zwei Kasernengebäude; heute als Gerichtsgebäude genutzt, gotisierendes Haus mit Zinnenarchitektur unmittelbar an der Hans-Oster-Straße und markanter Erweiterungsbau mit hervorgehobenem Mitteltrakt, ersteres letzter original erhaltener Teil der 1870–1871 entstandenen Schützenkaserne und mittlerweile wohl das älteste Gebäude der Albertstadt, darüber hinaus beide als Teil des einzigartigen Kasernenkomplexes an Königsbrücker Straße und Stauffenbergallee militärgeschichtlich und stadtentwicklungsgeschichtlich bedeutend, heute Sitz von Arbeitsgericht Dresden, Sozialgericht Dresden und Verwaltungsgericht Dresden. | 09211641 |
|                                         | Neue Artilleriewerkstatt | Hermann-Mende-Straße 1; 3 (Karte)                                              | 1915–1916 (Fabrik) | Fabrikhalle; zweigeschossiger Bau, ursprünglich Teil der Dresdner Artilleriewerkstätten, als Schlosserei und (Geschoss)dreherei errichtet, militärhistorisch bedeutend, zudem als markanter Bau der Architektur um 1910 baugeschichtlich von Belang. Fabrikhalle (Radio H. Mende & Co., VEB Solidor Dresden), heute Eventwerk/Washroom. | 09215285 |
| Weitere Bilder                          | Elektr. Centrale; Heizkraftwerk Nord | Hermann-Mende-Straße 2 (Karte)                                                 | 1900–1902 (Kohlekraftwerk) | Ehem. Elektrizitätswerk mit flachem, länglichem Nebengebäude und Schornstein/Esse (ehem. Straße F 1); später Heizwerk, beeindruckender Industriebau seiner Zeit mit aufwendigen historistischen Klinkerfassaden, ehemaliges Kraftwerk der Albertstädter Garnison, baugeschichtlich und militärgeschichtlich bedeutend. Urspr. Kohlekraftwerk zur Versorgung der Kasernen der Albertstadt, 1995 auf Erdgas umgestellt und saniert, betrieben von der Drewag zur Fernwärmeversorgung. | 09215288 |
| Weitere Bilder                          | Munitionsanstalt; Geschossdreherei III; Anstreicherei II | Hermann-Mende-Straße 4 (Karte)                                                 | 1914–1915 (Fabrik) | Fabrikgebäude; Komplex aus zwei anderthalbgeschossigen Kopfbauten, die eine eingeschossige Halle verbindet, ursprünglich Teil der Munitionsanstalt und der Dresdner Artilleriewerkstätten, Geschossdreherei mit Hülsenziehern, militärgeschichtlich bedeutend | 09215286 |
|                                         | Neue Artilleriewerkstätten | Hermann-Mende-Straße 7 (Karte)                                                 | 1915–1916 (Fabrik) | Fabrikhalle; eingeschossige ausschwingende Jugendstilfassade der Spätphase, ursprünglich Teil der Dresdner Artilleriewerkstätten, Hülsenanfertigung (oder Holzbearbeitungswerkstätten), militärgeschichtlich bedeutend | 09215287 |
|                                         | Wohnhaus mit wuchtigen Torpfeilern, in offener Bebauung | Holunderweg 2 (Karte)                                                          | um 1910 (Wohnhaus) | als vor allem für Militärangehörige errichtetes Wohngebäude der Albertstädter Garnison militärgeschichtlich bedeutend | 09215079 |
|                                         | Wohnhaus in offener Bebauung | Holunderweg 6 (Karte)                                                          | um 1920 (Wohnhaus) | als vor allem für Militärangehörige errichtetes Wohngebäude der Albertstädter Garnison militärgeschichtlich bedeutend | 09215081 |
|                                         | Wohnhaus in offener Bebauung | Holunderweg 8 (Karte)                                                          | um 1920 (Wohnhaus) | als vor allem für Militärangehörige errichtetes Wohngebäude der Albertstädter Garnison militärgeschichtlich bedeutend | 09215082 |
| Weitere Bilder                          | Wohnanlage aus drei parallel zueinander stehenden Doppelwohnhäusern | Holunderweg 10a; 10b; 14a; 14b; 16a; 16b (Karte)                               | bezeichnet 1938 (Doppelwohnhaus) | zwei zeittypische Steinfiguren an den nördlichen Gebäuden, charakteristische, traditionelle Bauten der 1930er Jahre, baugeschichtlich bedeutend, als vor allem für Militärangehörige errichtete Wohngebäude der Albertstädter Garnison militärgeschichtlich von Belang | 09215078 |
| Weitere Bilder                          | Sachgesamtheit Garnisonfriedhof, Nordfriedhof in seiner gewachsenen funktionellen und gestalterischen Einheit mit zahlreichen Einzeldenkmalen                                                    | Kannenhenkelweg 1 (Karte)                                                      | 1901 (Friedhof), 1901–1940 (Sachgesamtheit)                                                                                               | Sachgesamtheit Garnisonfriedhof, Nordfriedhof in seiner gewachsenen funktionellen und gestalterischen Einheit mit folgenden Einzeldenkmalen: Feierhalle (bez. 1902), Verwaltungsgebäude, ehemaligem Wohnhaus des Friedhofsverwalters, monumentaler Denkmalanlage der am Ersten Weltkrieg beteiligten Regimenter der Dresdner Garnison; baugeschichtlich, militärgeschichtlich, ortsgeschichtlich und sepulkralgeschichtlich bedeutend. | 09215101 |
| Weitere Bilder                          | Einzeldenkmale der Sachgesamtheit Garnisonfriedhof, Nordfriedhof: Feierhalle, Verwaltungsgebäude, ehemaligem Wohnhaus des Friedhofsverwalters                                                    | Kannenhenkelweg 1 (Karte)                                                      | bezeichnet 1902 (Friedhofskapelle), 1917 (Kriegerdenkmal)                                                                                 | Einzeldenkmale der Sachgesamtheit Garnisonfriedhof, Nordfriedhof: Feierhalle (bez. 1902), Verwaltungsgebäude, ehemaligem Wohnhaus des Friedhofsverwalters, monumentale Denkmalanlage der am Ersten Weltkrieg beteiligten Regimenter der Dresdner Garnison; baugeschichtlich, militärgeschichtlich, ortsgeschichtlich und sepulkralgeschichtlich bedeutend. | 09306380 |
| Weitere Bilder                          | Arsenal; Arsenalhauptgebäude; Armeemuseum; Militärhistorisches Museum | Königsbrücker Straße (Karte)                                                   | bezeichnet 1874–1875 (Arsenal) | Militärgebäude mit Auffahrt und langgestreckten Wagenschuppen einschl. Turm- und Torhäusern an Königsbrücker Straße und Prießnitzgrund; ersteres ursprünglich Arsenalhauptgebäude, heute Museum, über U-förmigem Grundriss errichtet, Akzentuierung der repräsentativen Fassade durch deutlich hervorgehobenen Mittel- und zwei Seitenrisalite, Ecktürme, Anlage geschichtlich, künstlerisch und städtebaulich bedeutend (siehe auch Olbrichtplatz 1 und 3 und Charlotte-Bühler-Straße). | 09214983 |
| Weitere Bilder                          | Kaserne für die Maschinengewehrabteilung (ehem.) | Königsbrücker Straße 80 (Karte)                                                | 1904–1905 (Kaserne) | Vier Kasernengebäude; Mannschaftshaus mit Erweiterungsbau sowie rückwärtiges Kammergebäude und Remisen, als markante bauliche Zeugnisse der Militärarchitektur und der Baukunst im Allgemeinen vor allem kurz nach 1900, baugeschichtlich und militärgeschichtlich bedeutend, im Zusammenhang mit der bemerkenswerten Garnisonsstadt Albertstadt zudem städtebaulich bedeutend | 09218849 |
| Weitere Bilder                          | Soldatenheim; Sächsischer Landtag; Goethe-Institut | Königsbrücker Straße 84 (Karte)                                                | 1911 (Militärbau) | Militärgebäude; Soldatentreff der Albertstädter Garnison, sachlicher Bau um 1910, etwas verändert, von 1945 bis 1952 Landtag, heute Goethe-Institut, vor allem militärgeschichtlich bedeutend | 09218850 |
| Weitere Bilder                          | Pionierkaserne; heute Mitteldeutscher Rundfunk (MDR), Landesfunkhaus Sachsen | Königsbrücker Straße 88 (Karte)                                                | 1878–1879 (Kaserne) | Kasernengebäude mit Einfriedung; ehemaliges Mannschaftshaus/Hauptgebäude des Pionier-Bataillons (König-Johann-Kaserne), als markantes bauliches Zeugnisse der Militärarchitektur und der Baukunst im Allgemeinen um 1880 bau- und militärgeschichtlich bedeutend, im Zusammenhang mit der bemerkenswerten Garnisonsstadt Albertstadt zudem städtebaulich bedeutend. Ehem. Sitz der Zweigstelle Landesaufnahme Sachsen des Reichsamts für Landesaufnahme, ab 1997 saniert, heute Landesfunkhaus Sachsen des MDR. | 09215054 |
| Weitere Bilder                          | Postamt 15 (ehem.) | Königsbrücker Straße 90 (Karte)                                                | 1880 (Post) | Postgebäude; charakteristischer historistischer Zweckbau seiner Zeit mit niedrigem Fachwerkobergeschoss, dazu jüngere Erweiterung nach Süden, älteste erhaltene Post von Dresden, insbesondere ortsgeschichtlich bedeutend. | 09306619 |
| Weitere Bilder                          | VEB Turbinenfabrik; VEB Strömungsmaschinen (ehem.) | Königsbrücker Straße 96 (Karte)                                                | 1952–1953 (Fabrikgebäude), 1956–1957 (Verwaltungsgebäude)                                                                                 | Verwaltungsgebäude mit zwei flacheren Anbauten sowie langgestreckte, frei stehende Großmontagehalle oder Fabrikhalle; Verwaltungsgebäude markanter, turmartiger Bau mit Klinkerfassade, Fensterbändern, Flugdach und gestalterisch hervorgehobenem Treppenhaus, die Großmontagehalle mit dem gleichen Material, hohen Fenstern und flachem Walmdach, ein für die Zeit moderner Zweckbau, von der Turbinenfabrik errichtet, die einzelnen Bauten nehmen durch Material und gestalterischer Motive Bezug zueinander, baugeschichtlich und industriegeschichtlich bedeutend, das Verwaltungsgebäude zudem künstlerisch von Belang (dazugehörige Strömungsgetriebehalle siehe Olbrichtplatz 2). | 09217793 |
|                                         | Train-Depot (ehem.) | Königsbrücker Straße 104 (Karte)                                               | um 1890 (Wagenhalle) | Wagenschuppen (Charlotte-Bühler-Straße 1, 11, 13, Else-Sander-Straße 2–6 und Königsbrücker Straße 104); Anlage über U-förmigem Grundriss zwischen Charlotte-Bühler-Straße und Else-Sander-Straße, in Anlehnung an die Wagenschuppen des ehemaligen Arsenals eingeschossig und mit Blendbögen sowie Satteldächern, mit den Arsenaltrakten durch zwei Torbögen verbunden, markanter Militärbau seiner Zeit, Teil der einzigartigen Garnisonsstadt (Albertstadt), militärgeschichtlich und städtebaulich bedeutend | 09214986 |
| Weitere Bilder                          | Städtische Arbeits-Anstalt (ehem.) | Königsbrücker Straße 117; 117a; 119 (Karte)                                    | 1876–1878 (Arbeits- und Besserungsanstalt)                                                                                                | Anlage mit fünf noch erhalten Gebäuden und einem Verbindungstrakt, einstiger Anstaltskomplexes; umschließt einen rechteckigen Innenhof, im Hof die ehemalige Anstaltskapelle, beeindruckende Baulichkeiten ihrer Zeit, vor allem sozialgeschichtlich, aber auch baugeschichtlich und ortsgeschichtlich bedeutend | 09215053 |
| Weitere Bilder                          | Lindengarten | Königsbrücker Straße 121a (Karte)                                              | um 1891 (Ballsaal) | Ballsaal; historisierender Saal, baugeschichtlich und ortsgeschichtlich, wohl auch künstlerisch bedeutend | 09214672 |
| Weitere Bilder                          | Königl. Artilleriewerkstatt Dresden (ehem.) | Königsbrücker Straße 124 (Karte)                                               | 1914–1915 (Verwaltungsgebäude) | Verwaltungsgebäude; markanter Bau mit hohem Mansarddach und Uhrturm, Beispiel der versachlichten Architektur nach 1900 (auch Reformarchitektur), zudem Teil der einzigartigen Garnisonsstadt (Albertstadt), hier des Bereichs der Munitions- und Waffenfabriken, baugeschichtlich, militärhistorisch und stadtentwicklungsgeschichtlich bedeutend | 09215417 |
| Weitere Bilder                          | Ehem. Militärgericht und Militärarrestanstalt; Königliches Militär-Festungsgefängnis; Festungsgefängnis                                                                                          | Königsbrücker Straße 125 (Karte)                                               | um 1878 (Gerichtsgebäude) | Komplex aus straßenseitigem Gerichtsgebäude (Haus 1), erhaltenem, Arrestgebäude des Festungsgefängnisses (Haus 3) und Einfriedung; Gerichtsgebäude durch wehrhaft wirkende seitliche Türme und mittiges Portal hervorgehoben, das weitgehend original erhaltene Arrestgebäude dahinter schlicht und wuchtig, baugeschichtlich und militärhistorisch bedeutsam, zudem als Teil der stadtentwicklungsgeschichtlich unverwechselbaren Albertstadt städtebaulich von Belang. | 09215057 |
|                                         | Kaserne Arbeiter Abteilung | Magazinstraße 1 (Karte)                                                        | um 1895 (Kaserne) | Kasernengebäude; langgestrecktes klar gegliedertes Gebäude mit zurückhaltender, aber qualitätvoller Fassadengliederung, historistischer Bau, Teil der einzigartigen Garnisonsstadt (Albertstadt) mit einer besonderen Geschichte, baugeschichtlich und militärgeschichtlich bedeutend. Denkmalgerechte Sanierung des Kasernengebäudes und Neubau (2014–2016) einer Fahrzeughalle für die Feuerwehr Dresden als Ersatz der Feuerwache Dresden-Neustadt. | 09218741 |
| Weitere Bilder                          | Sachgesamtheit Sowjetischer Ehrenfriedhof; Garnisonfriedhof gefallener Kämpfer der Sowjetarmee; Garnisonfriedhof Dresden                                                                         | Marienallee (Karte)                                                            | ab 1945 (Friedhof) | Friedhof in seiner gewachsenen funktionellen und gestalterischen Einheit mit zahlreichen Einzeldenkmalen: großem Obelisk (1949), Fahnenträger-Denkmal (1957), Grabobelisken, Grabsteinen und zwei Stelen; geschichtlich und künstlerisch bedeutend. Instandsetzung der Hauptanlage 1998 bis 2007, seit 2008 öffentlich zugänglich. | 09306535 |
| Weitere Bilder                          | Einzeldenkmale der Sachgesamtheit Sowjetischer Ehrenfriedhof: großer Obelisk (1949), Fahnenträger-Denkmal (1957), Grabobelisken, Grabsteinen und zwei Stelen (Einzeldenkmale zu ID-Nr. 09306535) | Marienallee (Karte)                                                            | bezeichnet 1949 (Obelisk), 1957 (Fahnenträger-Denkmal)                                                                                    | Einzeldenkmale der Sachgesamtheit Sowjetischer Ehrenfriedhof: großer Obelisk (1949), Fahnenträger-Denkmal (1957), Grabobelisken, Grabsteinen und zwei Stelen; geschichtlich und künstlerisch bedeutend. Instandsetzung der Hauptanlage 1998 bis 2007, seit 2008 öffentlich zugänglich. | 09218547 |
|                                         | Sächsisches Kriegsarchiv (ehem.) | Marienallee 3 (Karte)                                                          | 1897 (Archiv) | Archivgebäude; historisierender Bau, älterer Treppenhaus- und Magazintrakt, im Innern bemerkenswerte Ausstattung aus der Entstehungszeit, baugeschichtlich bedeutend, zudem selten wegen des komplett erhaltenen Interieurs. | 09210011 |
| Weitere Bilder                          | Wohnhaus Verbindungsmauer und Einfriedung in offener Bebauung | Marienallee 6 (Karte)                                                          | 1924–1925 (Wohnhaus) | vor allem für Militärangehörige errichtetes Wohngebäude der Albertstädter Garnison, mit markanter neoklassizistischer Fassadengestaltung, Betonung des Eingangs und der Mittelachsen, Dachaufbau, militärgeschichtlich und baugeschichtlich bedeutend | 09215100 |
| Weitere Bilder                          | Wohnhaus mit Verbindungsmauer und Einfriedung in offener Bebauung | Marienallee 8 (Karte)                                                          | 1926–1927 (Wohnhaus) | vor allem für Militärangehörige errichtetes Wohngebäude der Albertstädter Garnison, mit markanter neoklassizistischer Fassadengestaltung, Betonung des Eingangs und der Mittelachsen, Dachaufbau, militärgeschichtlich und baugeschichtlich bedeutend | 09215103 |
| Weitere Bilder                          | Leibgrenadierregiment (ehem.) | Marienallee 10 (Karte)                                                         | 1898 (Kammergebäude) | Kammergebäude, straßenseitige Einfriedung und zwei Torpfeiler; Teil der einstigen Infanteriekaserne für das 1. (Leib-)Grenadier-Regiment No. 100, an Stelle eines Landwehr-Montierungs-Kammer-Gebäudes errichtet, mit den benachbarten Gebäuden bau- und militärgeschichtlich bedeutend sowie städtebaulich von Belang | 09303340 |
| Weitere Bilder                          | König-Friedrich-August-Kaserne; Gardegrenadierkaserne; Sächsische Landesbibliothek | Marienallee 12 (Karte)                                                         | bezeichnet 1902–1904 (Kaserne) | Kasernengebäude; ursprünglich Infanterieregiment No. 177, repräsentativer, langgestreckter Bau mit gestalterisch hervorgehobenem Mitteltrakt und pavillonartigen Seitenflügeln, historisierendes Gebäude im Barockklassizismus, Vorderfront mit Lisenengliederung, Akzentsetzung durch Dreiecks- und Segmentbogengiebel, im Mitteltrakt markantes Treppenhaus, bau- und militärgeschichtlich sowie städtebaulich bedeutend (siehe auch Marienallee 14, Flst. 1963/39, 1963/62 und 2917). | 09215098 |
| Weitere Bilder                          | Königl. Sächs. Garnisons-Lazarett; Offizierschule des Heeres | Marienallee 13; 14 (Karte)                                                     | 1878–1879 (Lazarett) | Anlage aus mehreren Häusern und Verbindungsgängen um einen rechteckigen Innenhof, einem etwas abseits gelegenen Gebäude, Wachhäuschen und Denkmal für den Generalarzt und Corpsarzt Wilhelm August Roth; die Gruppe um den Innenhof bestehend aus südlichem Administrationsgebäude, im rechten Winkel dazu angeordnetem Lazarett für Leichtkranke, den im Osten befindlichen drei Pavillons für Schwerkranke und den hölzernen Verbindungsgängen, dazu das Denkmal für W. Roth, das am einstigen Eingang befindliche Wachhäuschen und die nordöstlich von den Hauptgebäuden befindliche Geisteskrankenstation mit Toranlage, Anlage bau- und militärgeschichtlich bedeutend | 09210012 |
| Weitere Bilder                          | Kadettenanstalt; Infanterieschule; Offizierschule des Heeres | Marienallee 14 (Karte)                                                         | 1893-1894 (Beamtenwohnhaus); 1876-1878 (Kadettenanstalt); 1897 (Kadettenanstalt); 1924-1926 (Kadettenanstalt); bez. 1901-1902 (Hallenbad) | Anlage der ehemaligen Kadettenanstalt oder des »Kadetten-Hauses« mit zentralem Komplex von sieben, noch erhaltenen Gebäuden um einen rechteckigen Innenhof, parallel dazu verlaufendem, langgestreckten Trakt unmittelbar am Prießnitzgrund, zwei weiteren Häusern nahe der Stauffenbergallee und Einfriedung; vor allem 1876-1878 und um 1900, ältere Bauten ursprünglich durch bedeckte Gänge verbunden, Trakt am Prießnitzgrund 1924-1926 neu errichtetes Unterkunftsgebäude der Infanterieschule, gleichzeitig das Neue Kommandantenhaus und die Wache an der Stauffenbergallee hinzugekommen, die Bauten des 19. Jahrhunderts und um 1900 mit historisierenden Fassaden, das neue Unterkunftsgebäude der Infanterieschule expressionistisch, Neues Kommandantenhaus und zeitgleich entstandene Wache traditionell, gesamte Anlage der einstigen Kadettenanstalt baugeschichtlich und militärgeschichtlich sowie städtebaulich bedeutend Die ältesten Bauten der Anlage, Altes Kommandantenhaus (1876-1878), Unterkunftsgebäude oder »Kadetten-Haus« (1876-1878), Turn- und Fechthalle oder Exerzierhaus (1877-1878) sowie Wirtschaftsgebäude oder Tanz- und Speisesäle (1877-1878) entstanden als Kadettenanstalt mit der Kernbebauung der Albertstadt bis 1880. Später kamen das Hörsaalgebäude (bez. 1897), ein Beamtenwohnhaus und die Schwimmhalle, auch Hallenbad (bez. 1901-1902) hinzu. Mit dem neu errichteten Unterkunftsgebäude (Infanterieschule) bis 1926, dem Neuen Kommandantenhaus und der Wache, beide an der Stauffenbergallee wurde der Komplex zur größten Offiziersschule der Reichswehr während der Weimarer Republik, später von der Wehrmacht und nach 1945 von der Nationalen Volksarmee genutzt. Seit einigen Jahren ist sie Teil der Offiziersschule des Heeres der Bundesrepublik Deutschland. Die Bauten des 19. Jahrhunderts und um 1900 erscheinen mit historisierenden Fassaden, das neue Unterkunftsgebäude der Infanterieschule im Stil des Neuen Bauens mit expressionistischen Gestaltungselementen und das Neue Kommandantenhaus sowie die zeitgleich entstandene Wache in traditionellen Formen. Die gesamte Anlage der einstigen Kadettenanstalt besitzt als Teil der einzigartigen Garnisonstadt »Albertstadt« einen besondere militärgeschichtliche sowie städtebaulich Bedeutung. Hinzu kommt ihr architektonischer Zeugniswert für die Entwicklung der Baugeschichte vom letzten Viertel des 19. Jahrhunderts bis in die 1920er Jahre. LfD/2016 | 09215513 |
| Weitere Bilder                          | König-Friedrich-August-Kaserne; Gardegrenadierkaserne; Offizierschule des Heeres | Marienallee 14 (Karte)                                                         | um 1890 und bezeichnet 1902–1903 (Kaserne)                                                                                                | Taktikzentrum des Heeres: Drei Kasernengebäude und Einfriedung; ursprünglich Infanterieregiment No. 177, östlich der Marienallee, die beiden gestalterisch aufwendigeren, im Barockklassizismus errichteten Häuser unmittelbar an der Straße, ursprünglich sogenannte Gardeunterkünfte, heute Hauptwache der Heeresoffizierschule, das eigentliche Wachgebäude mit Risalit, kleiner Säulenhalle an der Ecke usw. aufwendiger, südliches Kasernengebäude älter und deutlich schlichter, bau- und militärgeschichtlich bedeutend (siehe auch Marienallee 12) | 09215097 |
| Weitere Bilder                          | Pionierdenkmal | Marienallee 14 (Karte)                                                         | um 1920 (Denkmalstele) | Denkmalstele; hoher Stein mit Löwenfigur und Reliefs, erinnert an Gefallene des Ersten Weltkrieges, stand vor 1945 viele Jahre am Eingang zum »Gondelhafengarten«, geschichtlich bedeutend | 09305521 |
| Weitere Bilder                          | Offizierschule des Heeres; Offizierskasino | Marienallee 14 (Karte)                                                         | bezeichnet 1903 (Kasino) | Offizierskasino mit Einfriedung; einst zum 12. Infanterieregiment No. 177 gehörig, heute in der gleichen Funktion von der Heeresoffizierschule genutzt, villenartiger Bau an der Ecke Marien- und Stauffenbergallee, belebt durch aufwendige Einfriedungsgestaltung (Jugendstilzaun und massive Eckbetonung), anderthalbgeschossiges Gebäude mit repräsentativen neobarocken Fassaden und Mansarddach, Akzentsetzung durch Giebel, hervorgehobene Eingangsbereiche und Zierwerk, baugeschichtlich und militärgeschichtlich, künstlerisch und städtebaulich bedeutend | 09210023 |
| Weitere Bilder                          | Fabrice-Mausoleum | Marienallee 14 (Karte)                                                         | 1892 (Mausoleum) | Gedenkstätte für den Kriegsminister Alfred Graf von Fabrice mit Einfriedung; eingeschossiges, wuchtiges Grufthaus mit angefügter Mauer über halbkreisförmigem Grundriss, die aufwendige Einfriedung mit seitlichen Pfeilern einschl. Schalenaufsatz, von Johannes Schilling (1828–1910) geschaffene Statue Fabrices 1946 eingeschmolzen, heute zum Areal der Heeresoffizierschule gehörig, baugeschichtlich, militärgeschichtlich und personengeschichtlich sowie künstlerisch bedeutend. | 09214915 |
| Weitere Bilder                          | Bucherhaus; Offizierschule des Heeres | Marienallee 14 (Karte)                                                         | um 1920 (Wohnhaus) | Wohnhaus in offener Bebauung; über L-förmigem Grundriss und in Gedenken an den 1914 gefallenen Oberst Bucher errichtet, am Eingang Gedenktafel, Teil der einzigartigen Garnisonsstadt (Albertstadt), militärgeschichtlich bedeutend | 09215514 |
| Weitere Bilder                          | Munitionsanstalt; Geschossdreherei I und II | Melitta-Bentz-Straße 4 (Karte)                                                 | 1907 (Geschossdreherei I), 1910 (Geschossdreherei II)                                                                                     | Zwei Fabrikgebäude (ehem. Straße F 4); giebelseitig zur Melitta-Bentz-Straße, Teil der immer noch beeindruckenden einstigen Produktionsstätten der Dresdner Garnison (Albertstadt) mit im Kern zumeist kurz nach 1900 entstandenen, wehrhaft anmutenden Klinkerbauten, mit Zinnen und kleine Türmchen andeutenden Aufsätzen (westl. Dreherei I), die jüngere, östliche Dreherei II wenige streng, schon mit Jugendstil-Anklängen, einerseits exemplarisches Zeugnis für den Romantischen Historismus und andererseits den Übergang zum Jugendstil, von militärgeschichtlicher, ortsgeschichtlicher und baugeschichtlicher Bedeutung. | 09215283 |
| Weitere Bilder                          | Munitionsanstalt; Füllerei I | Melitta-Bentz-Straße 8 (Karte)                                                 | 1908–1910 (Fabrik), 1. Drittel 20. Jh. (Gleise), 1. Drittel 20. Jh. (Gleise), 1917–1918 (Einfriedung)                                     | Fabrikgebäude/Geschossfüllerei, Schutzmauern zum Teil mit Postengang und dahinterliegenden Resten von Gleisen, sowie Umwallungsreste (teilweise befestigter Erdwall); militärgeschichtlich bedeutsame Produktionsanlage, erinnert an einen der wichtigsten Standorte der Waffen- und Munitionsproduktion im Wilhelminischen Kaiserreich | 09304471 |
| Weitere Bilder                          | Mauerstück mit sächsischem Wappen | Meschwitzstraße (Karte)                                                        | Ende 19. Jh. (Wappenstein) | steht sicher im Zusammenhang mit dem Werkstättenareal der Albertstadt, militärgeschichtlich und ortsgeschichtlich von Belang | 09218361 |
|                                         | Pförtnerhaus (ehem.) | Meschwitzstraße 1 (Karte)                                                      | um 1902 (Pförtnerhaus) | zu den benachbarten Munitions- und Waffenfabriken der Albertstadt gehörig, militärgeschichtlich und ortsgeschichtlich bedeutend | 09215411 |
| Weitere Bilder                          | Munitionsfabrik; Hauptgebäude »B« (ehem.) | Meschwitzstraße 9 (Karte)                                                      | 1898–1899, bezeichnet 1898 (Fabrik) | Fabrikkomplex mit Einfriedung und Toranlage; breit gelagerter Hauptbau mit Klinkerfassade und wehrhaft anmutender Zinnenarchitektur, dazu Verbindungstrakt, straßenseitiger Teil des Nebengebäudes, dieser mit Zierrat versehen (der größere hintere Teil des Nebengebäudes kein Denkmal, da zu stark verändert), repräsentative Industrieanlage, ihrer Funktion als Munitionsfabrik entsprechend im »Burgenstil« errichtet (u. a. typische Erscheinung des Historismus), baugeschichtlich bedeutend, zudem als Teil der einzigartigen Garnisonsstadt (Albertstadt) militärhistorisch und stadtentwicklungsgeschichtlich von Belang | 09215294 |
|                                         | Geschossfabrik; Munitionsfabrik; Hauptgebäude »A« (ehem.) | Meschwitzstraße 14; 16 (Karte)                                                 | 1880 (Fabrikgebäude) | Fabrikgebäude; als Teil der einzigartigen Garnisonsstadt (Albertstadt) militärhistorisch und stadtentwicklungsgeschichtlich von Belang, trotz einiger Veränderungen markanter historistischer Bau seiner Zeit, auch baugeschichtlich von Belang | 09215293 |
| Weitere Bilder                          | Königl.-Sächs. Munitionsfabrik; Platzpatronenfabrik; Radio Mende (ehem.) | Meschwitzstraße 15 (Karte)                                                     | 1890 (Fabrikgebäude) | Hauptwache der Munitionsfabrik unmittelbar an der Straße und seitlich gelegene, U-förmige Anlage der Platzpatronenfabrik, später Radio Mende, einschl. südwestlichem, zweigeschossigem Erweiterungsbau mit Dachreiter sowie hölzernem Verbindungsgang zwischen beiden; ersteres mit erhöhtem und übergiebeltem Mitteltrakt, Putzfassade sowie Tür- und Fensterrahmen aus Sandstein, wohl das älteste Gebäude des einstigen Feldzeugmeisterei- und späteren Industriegeländes im Bereich Königsbrücker Straße und Meschwitzstraße, die Gebäude der einstigen Fabrik mit Klinkerfassaden, der Erweiterungsbau mit Dachreiter, Baulichkeiten baugeschichtlich von Belang, im Zusammenhang mit der Albertstadt von besonderer militärgeschichtlicher Bedeutung | 09215412 |
|                                         | Mietshaus in offener Bebauung | Meschwitzstraße 19 (Karte)                                                     | um 1900 (Mietshaus) | für seine Zeit typischer Bau mit Fachwerk im Giebel baugeschichtlich von Belang, im Zusammenhang mit der Albertstadt (einzigartige Garnisonstadt) von besonderer militärgeschichtlicher Bedeutung | 09215413 |
|                                         | Artilleriedepot Dresden, Munitionshaus XII (ehem.) | Meschwitzstraße 21 (Karte)                                                     | um 1900 (Militärbau) | Fachwerkgebäude; letzte noch weitgehend ursprünglich erhaltene Munitionsmagazin auf dem Gelände des ehemaligen Albertstädter Artilleriedepots, militärgeschichtlich bedeutend | 09218860 |
| Weitere Bilder                          | Königsplatz (ehem.) | Olbrichtplatz (Karte)                                                          | um 1895 (Schmuckplatz) | Schmuckplatz; gestalteter Freiraum vor dem Arsenalhauptgebäude (heute Militärhistorisches Museum) und den beiden Bauten von Administration und Montierungsdepot, gartenkünstlerisch und städtebaulich bedeutend. | 09210020 |
| Weitere Bilder                          | Arsenal (ehem.) | Olbrichtplatz (Karte)                                                          | 1896 (Wachhaus) | Wachgebäude mit Resten einer Toranlage; bildet mit spiegelgleichem Pendantbau (Olbrichtplatz 1) gestalterisch hervorgehobene Eingangssituation des einstigen Arsenals, bau- und militärgeschichtlich sowie städtebaulich bedeutend (siehe auch Olbrichtplatz 1, 2, 3 und Charlotte-Bühler-Straße) | 09218184 |
| Weitere Bilder                          | Sowjetisches Ehrenmal | Olbrichtplatz (Karte)                                                          | 1946 (Denkmal) | Denkmal; Anlage aus Sockel mit vierstufiger Treppe, gestuftem, hohem Postament, Doppelplastik zweier Rotarmisten, Reliefs und Inschrifttafeln, geschichtlich und kunsthistorisch bedeutend; das von Otto Rost geschaffene Ehrenmal stand ursprünglich auf dem Albertplatz | 09210019 |
| Weitere Bilder                          | Arsenal; Montierungsdepot; Amtsgericht Dresden; Grundbuchamt | Olbrichtplatz 1 (Karte)                                                        | 1875-1876 (Militärbau) | Militärgebäude; repräsentativer, dem Arsenalhauptgebäude vorgelagerter Vierflügelbau, heute vor allem vom Grundbuchamt genutzt, und kleines Wachgebäude mit Resten einer Toranlage (Pendantbau auf Flst. 2241/4), baugeschichtlich bedeutend sowie als Teil des Arsenals inmitten der Albertstadt, Ende des 19. Jahrhunderts die drittgrößte Garnison Deutschlands, militärgeschichtlich und städtebaulich bedeutend (siehe auch Olbrichtplatz 2 und 3 sowie Charlotte-Bühler-Straße) | 09214985 |
| Direkt Bild zu diesem Denkmal hochladen | VEB Turbinenfabrik Dresden; VEB Strömungsmaschinen; Militärhistorisches Museum | Olbrichtplatz 2 (Karte)                                                        | 1960–1961 (Fabrikhalle) | Fabrikhalle; langgestreckter, zum Großteil dreischiffiger Hallenbau, Stahlbetonskelettkonstruktion mit Klinkerwänden, belebt durch Fensterbänder, ausgesprochen qualitätvoller DDR-Industriebau um 1960, in dieser Form in Dresden wohl singulär, in etwa vergleichbar nur mit den nahegelegenen Bauten des VEB Turbinenfabrik und einem weiteren Klinkergebäude auf dem Gelände von TUR Übigau (heute Siemens), bau- und industriegeschichtlich bedeutend (siehe auch Königsbrücker Straße 96) | 09218225 |
| Weitere Bilder                          | Arsenal; Arsenalhauptgebäude; Armeemuseum; Militärhistorisches Museum | Olbrichtplatz 2 (Karte)                                                        | bezeichnet 1874–1875 (Arsenal) | Militärgebäude mit Auffahrt und langgestreckten Wagenschuppen einschl. Turm- und Torhäusern an Königsbrücker Straße und Prießnitzgrund; ersteres ursprünglich Arsenalhauptgebäude, heute Museum, über U-förmigem Grundriss errichtet, Akzentuierung der repräsentativen Fassade durch deutlich hervorgehobenen Mittel- und zwei Seitenrisalite, Ecktürme, Anlage geschichtlich, künstlerisch und städtebaulich bedeutend (siehe auch Olbrichtplatz 1 und 3 und Charlotte-Bühler-Straße). Ehem. Hauptgebäude des Dresdner Arsenals, seit 1914 Armeemuseum, Umbau 2004 bis 2011 nach Plänen von Daniel Libeskind und HG Merz, unter Denkmalschutz: Arsenal, Wachgebäude mit Turm und Torhäuschen (auch Flurstücke 2246/4, 1965/64 und 1065/79) sowie mehrere Wagenschuppen. | 09214983 |
| Weitere Bilder                          | Arsenal; Administrationsgebäude; Landesvermessungsamt | Olbrichtplatz 3 (Karte)                                                        | 1873/1779 (Militärbau) | Militärgebäude; repräsentativer, dem Arsenalhauptgebäude vorgelagerter, U-förmiger Dreiflügelbau, heute vom Landesvermessungsamt genutzt, baugeschichtlich bedeutend sowie als Teil des einstigen Arsenals inmitten der Albertstadt, Ende des 19. Jahrhunderts die drittgrößte Garnison Deutschlands, militärgeschichtlich und städtebaulich bedeutend (siehe auch Olbrichtplatz 1 und 2 sowie Charlotte-Bühler-Straße) | 09214984 |
| Weitere Bilder                          | Garnisonsversorgungsanstalten; Provianthof; Proviant-Administration; Proviantamtsgebäude (ehem.)                                                                                                 | Provianthofstraße 1 (Karte)                                                    | um 1878 (Proviantamtsgebäude) | Gebäudekomplex; langgestreckt, mit erhöhtem Mitteltrakt und Ecktürmen, ursprünglich Verwaltungsgebäude der Garnisonsversorgungsanstalten, heute Nutzung durch Büros und Läden, baugeschichtlich und militärgeschichtlich sowie städtebaulich bedeutend | 09215055 |
|                                         | Garnisonsversorgungsanstalten; Magazinhof; Fouragehof (ehem.) | Provianthofstraße 2; 4 (Karte)                                                 | 1874/1876 (Verwaltungsgebäude) | Zwei Gebäude; gleichartig gestaltet, mit flachen Satteldächern, ursprünglich wohl die Verwaltungsbauten des Magazinhofes oder Fouragehofes, im Zusammenhang mit der Albertstadt militärgeschichtlich bedeutend (siehe auch Elisabeth-Boer-Straße 7) | 09218681 |
|                                         | Garnisonsversorgungsanstalten; Provianthof (ehem.) | Provianthofstraße 3 (Karte)                                                    | Ende 19. Jh. (Lagerhalle) | Zwei Lagerhallen; heute in Supermarkt integriert, im Zusammenhang mit Albertstadt militärgeschichtlich bedeutend | 09218686 |
| Weitere Bilder                          | Garnisonsversorgungsanstalten; Provianthof (ehem.) | Provianthofstraße 5 (Karte)                                                    | Ende 19. Jh. (Heizhaus) | Heizhaus mit Schornstein; heute Erlebnisgastronomie, als Teil der einstigen Garnisonsversorgungsanstalten der Albertstadt, vor allem militärgeschichtlich und ortsgeschichtlich bedeutend | 09218685 |
|                                         | Garnisonsversorgungsanstalten; Provianthof; Heeresbäckerei; Stadtarchiv | Provianthofstraße 7 (Karte)                                                    | um 1880 (Militärbau) | Ehemalige Bäckerei mit Brotmagazin (Elisabeth-Boer-Straße 1/2 und Provianthofstraße 7); heute Stadtarchiv usw., langgestrecktes Gebäude, markanter Militärbau seiner Zeit, Teil der einzigartigen Garnisonsstadt (Albertstadt), baugeschichtlich und militärgeschichtlich sowie städtebaulich bedeutend | 09218682 |
|                                         | Doppelwohnhaus in offener Bebauung | Radeberger Straße 63; 65 (Karte)                                               | um 1910 (Wohnhaus) | vor allem für Militärangehörige errichtetes Wohngebäude der Albertstädter Garnison, wohl Verheiratetenwohngebäude, zudem Beispiel der Reformarchitektur nach 1900 mit markanten Schweifgiebeln, versachlichter Fassadengestaltung und hohem Dach, militärgeschichtlich und baugeschichtlich bedeutend | 09218872 |
|                                         | Wohnhaus in offener Bebauung | Radeberger Straße 67 (Karte)                                                   | um 1910 (Wohnhaus) | vor allem für Militärangehörige errichtetes Wohngebäude der Albertstädter Garnison, wohl Verheiratetenwohngebäude, zudem Beispiel der Reformarchitektur nach 1900 mit markantem Giebel, versachlichter Fassadengestaltung und hohem Dach, militärgeschichtlich und baugeschichtlich bedeutend | 09218873 |
|                                         | Wohnhaus in offener Bebauung | Radeberger Straße 69 (Karte)                                                   | um 1910 (Wohnhaus) | vor allem für Militärangehörige errichtetes Wohngebäude der Albertstädter Garnison, wohl Verheiratetenwohngebäude, zudem Beispiel der Reformarchitektur nach 1900 mit versachlichter Fassadengestaltung und hohem Dach, militärgeschichtlich und baugeschichtlich bedeutend | 09218874 |
|                                         | Doppelwohnhaus in offener Bebauung | Radeberger Straße 71; 73 (Karte)                                               | um 1910 (Wohnhaus) | vor allem für Militärangehörige errichtetes Wohngebäude der Albertstädter Garnison, wohl Verheiratetenwohngebäude, zudem Beispiel der Reformarchitektur nach 1900 mit versachlichter Fassadengestaltung und hohem Dach, militärgeschichtlich und baugeschichtlich bedeutend | 09218875 |
|                                         | Wohnhaus in offener Bebauung | Radeberger Straße 75 (Karte)                                                   | um 1910 (Wohnhaus) | vor allem für Militärangehörige errichtetes Wohngebäude der Albertstädter Garnison, wohl Verheiratetenwohngebäude, zudem Beispiel der Reformarchitektur nach 1900 mit versachlichter Fassadengestaltung und hohem Dach, militärgeschichtlich und baugeschichtlich bedeutend | 09218876 |
| Weitere Bilder                          | Prießnitztalviadukt; Carolabrücke | Stauffenbergallee (Karte)                                                      | 1874 (Viadukt) | Viadukt über die Prießnitz im Zuge der Stauffenbergallee; aus hohen Sandsteinbögen bestehend, nach Fertigstellung Verkehrsverbindung und Träger von Gasleitung und Hauptwasserröhren, eines der markantesten Brückenbauwerke von Dresden aus der zweiten Hälfte des 19. Jahrhunderts, zudem im Zusammenhang mit der Entwicklung der Albertstadt von Belang, baugeschichtlich und militärhistorisch sowie städtebaulich bedeutend | 09210024 |
| Weitere Bilder                          | Sowjetisches Denkmalensemble | Stauffenbergallee (Karte)                                                      | um 1970 (Denkmal) | zur Erinnerung an den „Großen Vaterländischen Krieg“ errichtet, Reliefwand aus Ziegelmauer und Betongüssen, dazu Freiflächengestaltung, Dokument der Präsenz sowjetischer Truppen in Deutschland, geschichtlich bedeutend. Erinnert an die Präsenz sowjetischer Truppen in Ostdeutschland sowie die in der DDR allgegenwärtige Denkmalkultur. | 09210025 |
|                                         | Eisenbahnbrücke; Eisenbahnstrecke Görlitz–Dresden | Stauffenbergallee (Karte)                                                      | 1914–1915 (Eisenbahnbrücke) | Eisenbahnbrücke; einst drei, jetzt eine elegante Stahlbalkenbrücken mit flankierenden Mauern, die letzten dieser Art in Dresden, 1914/15 dreigleisig ausgebaut, baugeschichtlich und technikgeschichtlich von Bedeutung | 09214975 |
| Weitere Bilder                          | Grenadierregiment Kaiser-Wilhelm I. König von Preußen; Regierungspräsidium Dresden | Stauffenbergallee 2 (Karte)                                                    | bezeichnet 1874 und bezeichnet 1876 (Kaserne)                                                                                             | Kasernengebäude auf wuchtige Substruktion mit Stützmauer und Geländer, dazu rückwärtiges Exerzierhaus, schmiedeeiserne Tor- und Zaunsanlage sowie Baumreihen und gärtnerische Außenanlagen; einst Infanteriekaserne für das 2. Grenadierregiment No. 101 Kaiser-Wilhelm I. König von Preußen, heute von der Landesdirektion Sachsen genutzt, Gliederung des gewaltigen Kasernenbaukörpers durch Mitteltrakt und Risalite, kräftiges Erdgeschoss, Akzentuierung der hervorgehobenen Bauteile, Gestaltung zeigt vor allem nachklassizistisches Formengut, nach Fertigstellung mit der spiegelgleich errichteten Leibgrenadierkaserne (siehe Stauffenbergallee 4) und der Hauptwache (siehe Stauffenbergallee 2a) eines der beeindruckendsten Ensemble der Albertstadt, baugeschichtlich und militärgeschichtlich sowie städtebaulich bedeutend | 09214976 |
| Weitere Bilder                          | Hauptwache | Stauffenbergallee 2a (Karte)                                                   | um 1875 (Militärwache) | Wachgebäude, dazu Baumreihen und gärtnerische Außenanlagen; zweigeschossiger Bau mit offenem Rundbogenportikus vor erhöhtem Mittelteil, markanter historisierender Militärbau, alt Bau von Nicolai zur Dresdner Schule gehörig, Teil der Albertstädter Garnison, baugeschichtlich, militärgeschichtlich, künstlerisch und städtebaulich bedeutend (siehe auch Stauffenbergallee 2 und 4) | 09214977 |
| Weitere Bilder                          | Leibgrenadierregiment (ehem.) | Stauffenbergallee 4 (Karte)                                                    | 1874–1876 (Kaserne) | Kasernengebäude, östlicher Flügel und Substruktion mit Stützmauer; Teil der Infanteriekaserne für das 1. (Leib-)Grenadier-Regiment No. 100, die ursprünglich 345 m lange Kaserne zum überwiegenden Teil im Zweiten Weltkriege zerstört, dennoch im Zusammenhang mit den benachbarten Gebäuden baugeschichtlich, militärgeschichtlich und städtebaulich von Belang (siehe Stauffenbergallee 2) | 09214978 |
| Direkt Bild zu diesem Denkmal hochladen | Wohnanlage aus drei im Halbrund angeordneten, freistehenden Gebäuden | Stauffenbergallee 5; 5a; 5b (Karte)                                            | um 1910 (Mehrfamilienwohnhaus) | als vor allem für Militärangehörige errichtete Wohngebäude der Albertstädter Garnison militärgeschichtlich bedeutend | 09214914 |
| Weitere Bilder                          | Garnisonkirche; Martinskirche | Stauffenbergallee 9g (Karte)                                                   | bezeichnet 1895–1900 (Kirche), 1900 (Orgel), 1899–1900 (Kirchplatz/Kirchpark)                                                             | Kirche mit Kirchenausstattung und Sammlung von Modellen, Gipsformen sowie Musterstücken, dazu Kirchplatz; seltene Simultankirche der damaligen Dresdner Garnison, zwei miteinander verbundene, unterschiedlich große dreischiffige Hallen mit einem nach der Straße vorgelagerten Turm, beeindruckender Komplex in neuromanischen Stilformen mit zahlreichen frühgotischen Details, beeindruckendes Beispiel der Kirchenbaukunst im ausgehenden 19. Jahrhundert, baugeschichtlich und künstlerisch bedeutend, zudem mit seinem hoch aufragenden Baukörper an exponierter Stelle städtebaulich bedeutend, Gestaltung des umgebenden Kirchplatz von dem bedeutenden Gartenkünstler Max Bertram (1849–1914), gartenkünstlerisch bedeutsam. | 09214987 |
| Weitere Bilder                          | Fabrice-Kaserne; Gardereiterkaserne; Kavalleriekaserne | Stauffenbergallee 12; 12a; 12b; 12c; 12d; 12e; 12f; 12g; 12h; 12i; 12k (Karte) | um 1878 (Kaserne) | Kasernengebäude mit östlicher Stützmauer über L-förmigem Grundriss einschl. Portal und Treppenanlage (die Mauer erstreckt sich von der Stauffenbergallee 12 bis 12d, die Gebäude Stauffenbergallee 12 sind keine Denkmale); einstiges Mannschaftsgebäude des Garde-Reiter-Regiments, heute als Wohnhaus genutzt, langgestreckter, monumentaler Militärbau mit erhöhtem Mitteltrakt, markantem Hauptportal und turmartig ausgebauten Risaliten, baugeschichtlich bedeutend sowie als Teil der einzigartigen Anlage der Albertstadt von besonderem militärhistorischen, städtebaulichen und stadtentwicklungsgeschichtlichen Wert | 09214916 |
| Weitere Bilder                          | König-Albert-Kaserne (ehem.) | Stauffenbergallee 18 (Karte)                                                   | 1877–1878 (Kaserne) | Kasernengebäude; ursprünglich 1. Feld-Artillerie-Regiment No. 12 (Artilleriekaserne, Altbau), langgestrecktes Kasernengebäude mit rückwärtigen Flügelanbauten, einstiges Mannschaftsgebäude des o. g. Feldartillerieregimentes, heute von der Polizei genutzt, monumentaler Militärbau mit erhöhtem Mitteltrakt, markantem Hauptportal und turmartig ausgebauten Risaliten, baugeschichtlich und militärgeschichtlich bedeutend, sowie als weithin sichtbare Stadtkrone (insbesondere die einstiger Kavalleriekaserne und die Artilleriekaserne, Altbau sind deutlich im Stadtbild als solche erlebbar) städtebaulich wertvoll (siehe auch Stauffenbergallee 24). | 09214979 |
| Weitere Bilder                          | König-Albert-Kaserne (ehem.) | Stauffenbergallee 18 (Karte)                                                   | um 1900 (Kaserne), 1913 (Kaserne), um 1878 (Militärreithalle)                                                                             | Zwei Kasernengebäude, dazu Toranlage sowie rückwärtige Zweckbauten, ein Stallgebäude und eine Reithalle; ursprünglich 1. Feld-Artillerie-Regiment No. 12 (Artilleriekaserne), Kasernengebäude offenbar als Mannschaftshäuser errichtet, der schlichtere mit der Schmalseite zur Stauffenbergallee, der repräsentativere, neoklassizistische mit Dreiecksgiebel, Lisenengliederung und Belvedere unmittelbar in der Kurve der Allee, Reithalle heute Sporthalle, baugeschichtlich und militärgeschichtlich sowie städtebaulich bedeutend | 09210029 |
| Weitere Bilder                          | König-Albert-Kaserne (ehem.) | Stauffenbergallee 18 (Karte)                                                   | nach 1917 (Militärreithalle) | Reithalle; Gebäude mit beeindruckender Dachkonstruktion, baugeschichtlich bedeutend, zudem als Teil der Albertstadt ortsgeschichtlich und städtebaulich von Belang | 09210030 |
| Weitere Bilder                          | König-Georg-Kaserne (ehem.) | Stauffenbergallee 24 (Karte)                                                   | bezeichnet 1900–1901 (Mannschaftshaus) | Kasernengebäude und Exerzierplatz; ursprünglich 4. Feld-Artillerie-Regiment No. 48 (Artilleriekaserne), straßenseitiges, gestalterisch anspruchsvolles und repräsentative Hauptgebäude mit Zinnenarchitektur sowie dahinter befindlicher, baumumstandener Exerzierplatz, als markantes bauliches Zeugnis der Militärarchitektur und der Baukunst im Allgemeinen um 1900, baugeschichtlich und militärgeschichtlich sowie künstlerisch bedeutend, im Zusammenhang mit der bemerkenswerten Garnisonsstadt Albertstadt zudem städtebaulich bedeutend, jetzt Landesamt für Straßenbau und Verkehr (LASuV). | 09214982 |
| Weitere Bilder                          | Sachgesamtheit Wohnanlage Stauffenbergallee | Stauffenbergallee 29; 35; 37; 39; 41; 43; 45 (Karte)                           | um 1910 (Wohnanlage) | Sachgesamtheit Wohnanlage Stauffenbergallee mit fünf Mehrfamilienhäusern (ID-Nr. 09214980) und Grüngestaltung (Sachgesamtheitsteil); bau- und stadtentwicklungsgeschichtlich bedeutend | 09218886 |
| Weitere Bilder                          | Einzeldenkmale der Wohnanlage Stauffenbergallee, drei mit Torbögen verbundene Gebäude | Stauffenbergallee 29; 35; 37; 39; 41; 43; 45 (Karte)                           | um 1910 (Wohnanlage) | Einzeldenkmale der Wohnanlage Stauffenbergallee, drei mit Torbögen verbundene Gebäude, die sich um einen Hof gruppieren, und zwei diese Hofsituation traufseitig flankierende Häuser; bau- und stadtentwicklungsgeschichtlich bedeutend (siehe auch Sachgesamtheitsdokument – Obj. 09218886) | 09214980 |
| Weitere Bilder                          | Offizier-Speiseanstalt (ehem.) | Stauffenbergallee 77 (Karte)                                                   | bezeichnet 1900 und bezeichnet 1901 (Kasino)                                                                                              | Kasino; markantes Militärgebäude mit Turmanbau, historisierende Fassadengestaltung, Haupteingang mit Jugendstiltür, Teil der einzigartigen Garnisonsstadt (Albertstadt), baugeschichtlich und militärgeschichtlich bedeutend | 09214981 |
| Weitere Bilder                          | Schalenbrunnen | Tannenstraße (Karte)                                                           | um 1870 (Brunnen) | wohl im Zusammenhang mit Schützenkaserne entstanden, gestalterisch auffällig, baugeschichtlich und künstlerisch von Belang | 09210038 |
| Weitere Bilder                          | Kaserne für die Maschinengewehrabteilung (ehem.) | Tannenstraße 1b (Karte)                                                        | 1904–1905 (Kaserne) | Vier Kasernengebäude; Mannschaftshaus mit Erweiterungsbau sowie rückwärtiges Kammergebäude und Remisen, als markante bauliche Zeugnisse der Militärarchitektur und der Baukunst im Allgemeinen vor allem kurz nach 1900, baugeschichtlich und militärgeschichtlich bedeutend, im Zusammenhang mit der bemerkenswerten Garnisonsstadt Albertstadt zudem städtebaulich bedeutend | 09218849 |
| Direkt Bild zu diesem Denkmal hochladen | Ehemaliges fiskalisches Gebäude | Tannenstraße 2 (Karte)                                                         | um 1925 (Polizei) | ursprünglich Militär- oder Polizeigebäude, expressionistische Gestaltung, dabei Treppenhaus besonders hervorgehoben, sich kreuzende Fenstersprossen als wesentliche Zierelemente, baugeschichtlich bedeutend | 09300835 |
| Weitere Bilder                          | Zünderfabrik (ehem.) | Werner-Hartmann-Straße 1; 3; 5 (Karte)                                         | 1901–1903, bezeichnet 1902 (Fabrik) | Fabrikkomplex mit Einfriedung, Tor und Wachgebäude/Torhaus zur Königsbrücker Straße; langgestreckte Anlage, Teil der immer noch beeindruckenden einstigen Produktionsstätten der Dresdner Garnison (Albertstadt) mit im Kern zumeist kurz nach 1900 entstandenen, wehrhaft anmutenden Klinkerbauten, mit Zinnen und kleine Türmchen andeutenden Aufsätzen exemplarisches Zeugnis für den Romantischen Historismus, ortsgeschichtlichen und baugeschichtlichen Bedeutung | 09215414 |
|                                         | Zünderfabrik (ehem.); Straße E | Werner-Hartmann-Straße 2 (Karte)                                               | bezeichnet 1902 (Fabrik) | Fabrikgebäude; Teil der immer noch beeindruckenden einstigen Produktionsstätten der Dresdner Garnison (Albertstadt) mit im Kern zumeist kurz nach 1900 entstandenen, wehrhaft anmutenden Klinkerbauten, mit Zinnenkranz und gotischen Fenstergestaltungen exemplarisches Zeugnis für den romantischen Historismus / Neogotik, ortsgeschichtlichen und baugeschichtlichen Bedeutung. | 09215284 |
| Weitere Bilder                          | Zünderfabrik; Gawadi-Schutzkleiderfabrik (ehem.) | Werner-Hartmann-Straße 4; 6 (Karte)                                            | 1903–1904 (Fabrik), 1913–1914, oder 1915 (Fabrik)                                                                                         | Fabrikgebäude; Komplex mit Klinkerarchitektur, aus älterem eingeschossigem Teil mit akzentuierender Zinnenreihe und höherem Erweiterungsbau, Betonkonstruktion, Jugendstilfassade, baugeschichtlich und militärgeschichtlich bedeutend | 09215282 |

## Ehemalige Kulturdenkmale
| Bild           | Bezeichnung                 | Lage                     | Datierung | Beschreibung                                                                        | ID |
| -------------- | --------------------------- | ------------------------ | --------- | ----------------------------------------------------------------------------------- | -- |
| Weitere Bilder | Schaufensteratelier Ehrlich | Königsbrücker Straße 105 |           | dem eigentlichen Wohnhaus vorgelagertes Ladengebäude. 2014 vom Eigentümer zerstört. |    |

## Ausführliche Denkmaltexte
1. 1 2  
Sachgesamtheit Garnisonfriedhof, Nordfriedhof in seiner gewachsenen funktionellen und gestalterischen Einheit mit folgenden Einzeldenkmalen: Feierhalle (bez. 1902), Verwaltungsgebäude, ehemaligem Wohnhaus des Friedhofsverwalters, monumentaler Denkmalanlage der am Ersten Weltkrieg beteiligten Regimenter der Dresdner Garnison, Gemeinschaftsanlagen für sowjetische Bürger (1941–1945, 1942–1948 und 1945–1948), für ungarische Bürger (1939–1945), für Bürger Rumäniens, Polens und der Tschechoslowakischen Republik (1939–1945) – hier liegen vor allem Zwangsarbeiter – für Soldaten, für Menschen, die im Kampf gegen Krieg und Faschismus den Opfertod starben und für Dresdner Bombenopfer vom März und April 1945 (oder 13. Februar 1945) sowie den denkmalwerten Grabstätten (siehe Obj. 09306380), dazu Friedhofsgestaltung (Gartendenkmal) außerdem frühere und heutige Einfriedungsmauern und Zäune einschließlich Eingangstor (Sachgesamtheitsteile); Anlage mit gliederndem Wegesystem, struktur- und raumbildender Bepflanzung sowie Mauern zwischen den Feldbereichen einschließlich dazugehörigen Wandstellen, einer der bemerkenswertesten Friedhöfe der Stadt, baugeschichtlich, militärgeschichtlich, ortsgeschichtlich und sepulkralgeschichtlich bedeutend sowie künstlerisch wertvoll, die Denkmalanlage mit 24 Reliefplatten auf denen die Namen der einzelnen Einheiten stehen dabei von besonderem künstlerischem Wert.
2. 1 2  
Militärgebäude mit Auffahrt und langgestreckten Wagenschuppen einschl. Turm- und Torhäusern an Königsbrücker Straße und Prießnitzgrund; ersteres ursprünglich Arsenalhauptgebäude, heute Museum, über U-förmigem Grundriss errichtet, Akzentuierung der repräsentativen Fassade durch deutlich hervorgehobenen Mittel- und zwei Seitenrisalite, genutetes Erdgeschoss, Obergeschosse mit Pilastergliederung, Dachbereiche mit Attika und Dreiecksgiebeln, Mittelrisalit mit Kolossalordnung und Triumphbogen, innen repräsentative Eingangshalle, in Anlehnung an den klassischen Barock von Ludwig XIV. (1643–1715), 2011 »Keil« als sprechendes Bauteil hinzugekommen, aufwendigste und architekturhistorisch interessanteste Bauwerk der Albertstadt, die Wagenschuppen durch Fensteröffnungen und Blendbögen gestaltet, die wuchtigen Torhäuser barockisierend, die Ecktürme mit Renaissancemotiven (Erker und geschweifte Dachgaupen), Anlage geschichtlich, künstlerisch und städtebaulich bedeutend. 
Das oben genannte Objekt ist ein Kulturdenkmal im Sinne von § 2 Abs. 1 SächsDSchG. Das öffentliche Erhaltungsinteresse an ihm resultiert aus seiner baukünstlerischen, militärgeschichtlichen und städtebaulichen Bedeutung. 1874/75 als Arsenal-Hauptgebäude in der Albertstadt, der damals modernsten Anlage eines Armee-Standortes in Deutschland errichtet, greift es (nach 1871) Elemente des französisch-klassizistischen Barocks des 17. Jh. auf. Seit 1918 war hier das Sächsische Armeemuseum untergebracht. Nach 1945 diente das Gebäude als Stadthalle und wurde bis 1972 zum Armee-Museum der DDR umgebaut. Mit all diesen Nutzungsänderungen waren verschiedene, zum Teil beeinträchtigende Veränderungen im Äußeren (u. a. Verlust der Trophäen der Attika) und Inneren verbunden. Abgesehen von den repräsentativen Außenfassaden ist das Bauwerk dennoch immer ein vergleichsweise schlichter Zweckbau geblieben, dem nur die große Gewölbehalle im Erdgeschoss einen stärkeren Ausdruck verleiht.
3. ↑  
Recherchen in den Dresdner Adressbüchern ergaben, dass an der Stelle der heutigen Königsbrücker Straße 90 in der Albertstadt schon 1864/1865 ein eingeschossiges Anwesen in Privatbesitz gestanden hat (Königsbrücker Straße 61b, Kat.-Nummer 201B), das als Einnahme für städtische Abgaben diente. Vorher wurde ein weiter südlich gelegenes Chausseehaus dafür genutzt. 1874 übernahm der Staatsfiskus das Anwesen. Als sich 1875 die Stadtgemeinde eine eigene, wohl auf der anderen Straßenseite gelegene, Einnahme errichtete (Königsbrücker Straße 60, Kat.-Nummer 200B), erscheint für die Baulichkeiten des Staatsfiskus einige Zeit keine Nutzung, vielleicht dienten diese Militär-Handwerkern, damals befand sich die Garnison der Albertstadt im Aufbau. Nach einer Bekanntmachung der Kaiserlichen Ober-Postdirektion vom 1. Juni 1880 wurde in der Königsbrücker Straße 61b (heute 90) eine »Stadtpostanstalt mit Telegraphenbetrieb – Nummer 15 – mit der Befugniß zur Annahme und Ausgabe von Postsendungen aller Art…« eingerichtet (Dresdner Anzeiger Nummer 156, vom 4.6.1880, S. 5). Mit der Umnutzung gingen sicher auch bauliche Veränderungen einher. Seit 1881 erscheint als Eigentümer die Reichsmilitärverwaltung. Im Adressbuch von 1887 wird das Objekt als Kaiserliches Postamt 15 bezeichnet, auch in jenem von 1915, hier allerdings im Häuserbuch Albertstadt. 1887 erscheint zudem erstmals neben dem Parterre auch ein Obergeschoss, in dem der Post-Assistent Eckert wohnte. Demnach hat es 1885/1886 eine Umbau gegeben. Zu größeren Veränderungen (»Um- oder Erweiterungsbau«) kam es 1891 (Dresdner Anzeiger Nummer 33, vom 2.2.1891 und Nummer 79, vom 20.3.1891). »…auf das Häuschen, das ehedem städtische Einnahme gewesen« sollte ein Stockwerk aufgesetzt und es sollte auch sonst erweitert werden. Im Jahre 1895 hat das Postamt die Adresse Königsbrücker Straße 86 und es bestehen ein oder zwei Hintergebäude, die heute nicht mehr existieren. Die Adresse Königsbrücker Straße 90 erhält es in den 1930er Jahren. Das 1880 eingerichtete ehemalige Postamt 15 in der Albertstadt ist die älteste Post auf dem Stadtgebiet von Dresden, was seine singuläre Bedeutung und den besonderen ortsgeschichtlichen Wert begründet. Nach einer weiteren Quelle war es offensichtlich auch das Militärpostamt 1937. Der südliche eingeschossige Anbau ist sicher 1891 hinzugekommen. Das Innere soll sich nach Kennern der Postgeschichte, auch jener der Stadt Dresden, noch weitgehend original erhalten haben.
4. 1 2  
Friedhof in seiner gewachsenen funktionellen und gestalterischen Einheit mit folgenden Einzeldenkmalen: großem Obelisk (1949), Fahnenträger-Denkmal (1957), Grabobelisken, Grabsteinen und zwei Stelen (ID-Nr. 09218547), gliederndem Wegesystem und struktur- sowie raumbildender Bepflanzung (Gartendenkmal) und Einfriedung einschließlich Eingangstor (Sachgesamtheitsteil), zur Denkmalsachgesamtheit auch der so genannte Nordteil hinter den Stelen gehörig; als Ehrenanlage gestaltet, Hauptachse mit Fahnenträger-Denkmal gestalterischer Mittelpunkt, Anlage gliedert sich in mehrere Teile: links von Hauptachse Gräberfeld mit markantem Obelisk, gegenüber großes, annähernd quadratisches Gräberfeld mit zwei nach Nordosten verlaufenden Wegachsen und zwei als Blickpunkten fungierenden Stelen, kleineres Grabfeld südwestlich vom Denkmal sowie östlich gelegenes schmales Grabfeld, Trennung der einzelnen Grabfelder zumeist durch Hecken, Nordflügel weicht mit eingelassenen Grabplatten und intimerer Gestaltung vom Hauptteil ab, hier wurden Militärangehörige der Gruppe der Sowjetischen Streitkräfte in Deutschland bis weit nach dem Zweiten Weltkrieg begraben, gesamter Bestattungsplatz eine der bemerkenswertesten derartigen Anlagen in Sachsen, geschichtlich und künstlerisch bedeutend.
5. ↑  
Das 1897 errichtete ehemalige Kriegsarchiv in Dresden zeigt nur noch an drei Seiten die originale Fassadengestaltung. Die einst etwas aufwendiger gehaltene südliche Eingangsfront ging verloren. An ihrer Stelle befindet sich heute ein turmartiger Anbau mit Treppenhaus aus DDR-Zeiten (=kein Denkmal). Abgesehen davon hat sich aber die Ausstattung des älteren Treppentraktes und vor allem des Magazins erhalten. Das Magazin wird durch Eisenträger und gegossene Platten mit Vierpass-Motiven in vier Etagen unterteilt. Über eine metallene Wendeltreppe gelangt man auf die verschiedenen Ebenen. Der Transport kann auch heute noch über einen handbetriebenen Aufzug erfolgen. Auch die durchgesteckten und nummerierten Regale stammen offenbar aus der Entstehungszeit. Unter der Decke findet sich ein ursprünglich umlaufender, aufgemalter Fries als Dekorationsmalerei. Mit der beschriebenen Ausstattung bilden die erhaltenen Teile des Kriegsarchivs ein seltenes wenn nicht gar singuläres Beispiel eines auf uns überkommen Archivbaus aus dem späten 19. Jahrhundert. Dabei ist es von exemplarischer architekturhistorischer Bedeutung für diese Baugattung. Abgesehen davon bildet es einen wichtigen Teil des einstigen, militärgeschichtlich bedeutsamen Kasernenequartiers der Albertstadt. 1946/47 bis 1999 Sitz des Stadtarchivs Dresden.
6. ↑  
Entsprechend der städtebaulichen Idealvorstellung des 19. Jahrhunderts ist die Albertstadt in offener Bauweise, wobei eine Vielzahl der Gebäude Monumentalcharakter tragen, errichtet worden. Einer der bemerkenswertesten Freiräume war der ehemalige Königsplatz, der heutige Olbrichtplatz, als Freiraum vor dem repräsentativen Arsenalhauptgebäudes, nunmehr Militärhistorisches Museum, und den beiden einstigen Verwaltungsgebäude von Administration und Montierungsdepot. Die Stadtpläne von 1887 bis 1904 zeigen spiegelbildliche Gestaltungen der beiden Vorflächen mit einem mehrstrahligen geometrischen Achsenkreuz übergreifend verbunden mit einer doppelten hippodromförmigen Wegeschlaufe. Diese Struktur entspricht dem Typ des preußischen Stadtplatzes, wie er in etwa ähnlicher Form etwa zeitgleich in Dresden-Löbtau auf dem Bonhoefferplatz und mehr noch dem heute nicht mehr vorhandenen Bismarckplatz, südlich des Hauptbahnhofes entstand. Die Gehölzpflanzung konzentriert sich entlang der Wege. Die oben beschriebene Gestaltung wird auf dem Stadtplan von 1941, also schon während des Zweiten Weltkrieges, als noch existent dokumentiert. Die Parkanlage des Olbrichtplatzes ist in ihrer Gesamtfläche und in den wesentlichen Grundelementen ihrer Gestaltung aus dem Ende des 19. Jahrhunderts über 2 Weltkriege bis heute erhalten geblieben. Vom ehemaligen Wegenetz sind die Diagonalen und das westliche, mittlere Hippodrom, mit geringfügigen Veränderungen noch vorhanden. Das Ehrenmal für sowjetische Soldaten wurde 1994 vom Albertplatz in die westliche Seite des einstigen Königsplatzes versetzt. Die ehemals strukturbildende, wegbegleitende Alleenpflanzungen sind mit unterschiedlichen Baumarten ausgeführt. Die Lindenalleen sind am vollständigsten erhalten, während die Ahornalleen nur noch lückenhaft und jene mit Kastanien lediglich in Einzelexemplaren auf uns überkommen sind. Bestimmend erscheinen auch prachtvoll entwickelte Solitärgehölze (meist Eichen). Strauchflächen sind lediglich an den Randbereichen der Königsbrücker Straße und der Stauffenbergallee zu finden. Die zentrale Zufahrt ist in ihrer Ausbildung verändert und hat keine Bäume mehr. Im Bereich des Olbrichtplatzes ist an der Stauffenbergallee partiell Spitzahorn neu gepflanzt worden, auf der Königsbrücker Straße Linde. Für die Gesamtwirkung der Militärstadt waren die planmäßig bepflanzten Straßen- und Platzräume ein wichtiges Gestaltungselement. Der Olbrichtplatz ist dabei vor allem wegen seiner städtebaulichen und gartenkünstlerischen Bedeutung ein Kulturdenkmal. (Haufe/Lohse/Pätzig: Olbrichtplatz Dresden. Denkmalpflegerische Zielstellung. Dresden 2008, bearbeitet 2013).